# 2014年NBA全明星賽
2014年NBA全明星賽於2014年2月15日於紐奧良鵜鶘的主場、位於紐奧良的紐奧良競技館舉行。本屆全明星賽刷新了三個紀錄，首先卡梅隆·安东尼創下全明星賽單場個人最多三分球紀錄（8個，舊紀錄6個）。之後東部的分數（163分）創下全明星賽單場最多得分的球隊（舊紀錄155分），而西部的分數（155分）也平了其在2003年全明星賽的得分紀錄。最後兩隊的總得分為318分，創下全明星賽單場兩隊合計最多得分的紀錄（舊紀錄為303分，當時西部凴加時以154-149擊敗東部）。

## 全明星赛正賽
| 2月16日 |

|  |

| 東部 163–155 西部                     |
| 每節分數： 42–44、34–45、47–37、40–29 |

## 球队阵容

### 教练
|            | 總教练          | 来自球队         |
| ---------- | --------------- | ---------------- |
| 东区全明星 | 法蘭克·沃格爾   | 印第安那溜馬     |
| 西区全明星 | 斯科特·布鲁克斯 | 俄克拉何马城雷霆 |

### 球员
| 位置        | 球員          | 球隊           |
| 先發球員    | 先發球員      | 先發球員       |
| ----------- | ------------- | -------------- |
| 控球後衛    | 凯里·欧文     | 克里夫兰骑士   |
| 得分後衛    | 德怀恩·韦德   | 迈阿密热火     |
| 小前鋒      | 卡梅隆·安东尼 | 纽约尼克斯     |
| 小前鋒      | 勒布朗·詹姆斯 | 迈阿密热火     |
| 搖擺人      | 保羅·喬治     | 印第安纳步行者 |
| 後備球員    |               |                |
| 中鋒        | 喬金·諾阿     | 芝加哥公牛     |
| 中鋒        | 羅伊·希伯特   | 印第安那溜馬   |
| 大前鋒/中鋒 | 克里斯·波許   | 迈阿密热火     |
| 大前鋒      | 保罗·米尔萨普 | 亞特蘭大老鷹   |
| 控球後衛    | 約翰·沃爾     | 華盛頓巫師     |
| 得分後衛    | 喬·強森       | 布魯克林籃網   |
| 得分後衛    | 德玛尔·德罗赞 | 多伦多猛龙     |

| 位置        | 球員                | 球隊             |
| 先發球員    | 先發球員            | 先發球員         |
| ----------- | ------------------- | ---------------- |
| 控球後衛    | 斯蒂芬·科里         | 金州勇士         |
| 得分後衛    | 科比·布莱恩特INJ 1  | 洛杉矶湖人       |
| 小前鋒      | 凯文·杜兰特         | 俄克拉何马城雷霆 |
| 大前鋒      | 布莱克·格里芬       | 洛杉矶快船       |
| 大前鋒/中鋒 | 凱文·洛夫           | 明尼蘇達灰狼     |
| 後備球員    |                     |                  |
| 中鋒        | 德懷特·霍華德       | 休士頓火箭       |
| 大前鋒/中鋒 | 拉瑪庫斯·阿爾德里奇 | 波特蘭拓荒者     |
| 大前鋒      | 德克·諾威斯基       | 達拉斯小牛       |
| 控球後衛    | 克里斯·保羅         | 洛杉磯快艇       |
| 得分後衛    | 詹姆斯·哈登 1       | 休士頓火箭       |
| 控球後衛    | 東尼·帕克           | 聖安東尼奧馬刺   |
| 控球後衛    | 達米恩·林納德       | 波特蘭拓荒者     |
| 大前鋒/中鋒 | 安東尼·戴維斯       | 紐奧良鵜鶘       |

- ^INJ  科比·布莱恩特因受傷無法參加。
- ^REP  因科比·布莱恩特受傷，由安東尼·戴維斯遞補。
- 1 斯科特·布鲁克斯宣布由詹姆斯·哈登頂替受傷的科比·布莱恩特擔任先發。

## 全明星週末

### NBA新秀挑戰賽
本賽事由希爾隊以142-136擊敗了韋伯隊，底特律活塞的中鋒安德烈·德拉蒙德成為了賽事的最有價值球員。
| 2月14日 |

|  |

| 韋伯隊 136–142 希爾隊   |
| 半場分數： 66–67、70–75 |

### NBA入樽大賽
來自東區華盛頓巫師的約翰·沃爾，印第安納溜馬的保羅·喬治，多倫多暴龍的泰瑞斯·羅斯獲得冠軍。
由華盛頓巫師的約翰·沃爾獲得最佳灌籃。

### NBA三分球大賽
來自聖安東尼奧馬刺的马科·贝里内利以24顆三分球完成比賽，获得冠军。

### NBA技巧挑戰賽
來自波特蘭拓荒者的达米恩·林纳德和犹他爵士特雷·伯克以45.2秒完成比賽，获得冠军完成二連霸。

### NBA明星投籃賽
來自邁阿密熱火的克里斯·波許所屬的隊伍，获得冠军完成二連霸。